# نتهیا گلی
نتهیا گلی (به انگلیسی: Nathia Gali) یک منطقهٔ مسکونی در پاکستان است که در Mirpur واقع شده‌است. نتهیا گلی ۲٬۴۱۰ متر بالاتر از سطح دریا واقع شده‌است.